# Nathan Coe
Nathan Coe (Brisbane, 1º giugno 1984) è un ex calciatore australiano, di ruolo portiere.

## Palmarès
- Campionato olandese: 1

PSV: 2005-2006
- Campionato danese: 1

Copenaghen: 2006-2007
- Campionato australiano: 1

Melbourne Victory: 2014-2015